# Nica Pierce
Monica "Nica" Pierce es un personaje ficticio de la franquicia de películas Child's Play. Fue creada por Don Mancini y interpretada por Fiona Dourif. Es la protagonista de dos de las siete películas de la saga, apareciendo por primera vez en Curse of Chucky (2013) y posteriormente en Cult of Chucky (2017).  También aparece en la serie de televisión Chucky (2021) producida por USA Network y Syfy.
Nica es una mujer parapléjica que además de Andy Barclay, es la víctima principal del muñeco terrorífico y antagonista de la franquicia Chucky.

## Apariciones

### La maldición de Chucky(2013)
Nica Pierce es una mujer parapléjica con una enfermedad cardíaca no especificada provocada por el estrés. Vive con su madre Sarah en una casa grande con un ascensor tipo jaula que usa para moverse entre los niveles. Un día llega un paquete con un muñeco Good Guy. Más tarde esa noche encuentra a su madre muerta y su muerte se dicta como suicidio. Más tarde es visitada por su hermana Barb, el esposo de su hermana Ian, su sobrina Alice, su niñera Jill y el padre Frank. Esa noche, Nica comienza a investigar el muñeco que recibió en internet y descubre el vínculo del muñeco con el asesino en serie Charles Lee Ray. Pero Barb ignora la advertencia de Nica, sospechando que el "secreto" al que se refiere Barb es la cámara web oculta que Ian había colocado en el pecho de Chucky para espiar a Barb.
Chucky pronto comienza a matar a los invitados de Nica y cuando escucha los gritos de Barb, Nica se arrastra por las escaleras, incapaz de usar el ascensor debido a un corte de electricidad. Cuando llega a la cima, encuentra a Barb muerta y descubre que Chucky está vivo. Chucky huye y Nica despierta a Ian, quien luego lleva a Nica al garaje donde tiene un ataque al corazón mientras Ian la acusa de ser una asesina mientras Chucky está detrás de él robando las llaves del auto.
Se despierta pegada a su silla de ruedas, sujeta por Ian. Nica le dice que Chucky es responsable de los asesinatos. Ian ignora esto, pero mira las imágenes de la cámara que le había colocado a Chucky para ver a su esposa teniendo una aventura con Jill. Justo cuando comienza a saber la verdad sobre el muñeco, Chucky lo asesina con un hacha. Nica logra romper las ataduras y atacar a Chucky, pero es empujada por el balcón. Nica suplica saber su motivo de asesinar a su familia, y Chucky se revela como un amigo de la familia que estaba secretamente enamorado de la madre de Nica, Sarah. Dice que mató al padre de Nica y después secuestró a Sarah estando embarazada de Nica en ese tiempo. Cuando Sarah se puso en contacto con la policía y organizó su arresto, él la apuñaló en el estómago causando el deterioro de Nica antes de morir en la juguetería y transferir su alma en el muñeco Good Guy.
Nica lucha contra Chucky antes de que pueda matarla, pero cuando un oficial de policía entra y ve el cadáver de Barb con Nica sosteniendo un cuchillo ensangrentado, la culpan de los asesinatos y la ingresan en un hospital psiquiátrico.

### Culto a Chucky(2017)
Nica ha pasado los últimos cuatro años en una institución mental después de haber sido culpada por el asesinato de su familia. Después de años de terapia intensa, ahora cree que fue responsable de los asesinatos y que Chucky era sólo una manifestación de su psicosis. Como resultado de su "avance", su médico, el Dr. Foley, la ha trasladado a una institución mental de mediana seguridad. Después de llegar, Nica se convierte en parte de una sesión regular de terapia de grupo, que se compone de Michael, que se revela que padece de trastorno de identidad disociativo; Angela, una anciana que se cree muerta; Claire, una mujer que quemó su casa y Madeleine, una paciente perturbada que mató a su hijo pequeño.
El Dr. Foley introduce una nueva técnica de terapia que involucra a un muñeco Good Guy al grupo. La mayoría de los pacientes están profundamente inquietos por el muñeco, excepto Madeleine, quien toma el muñeco y lo trata como su bebé. Nica es visitada por Tiffany Valentine, quien revela que la sobrina de Nica, Alice, ha muerto y le deja un muñeco Good Guy, que ella dice que fue un regalo de Alice. Esa noche, Chucky se despierta y encuentra a Nica sólo para descubrir que ella había intentado suicidarse cortando sus muñecas con uno de los rayos de las ruedas de su silla. A la mañana siguiente, Nica se despierta para descubrir que sus muñecas han sido cosidas y un mensaje que dice "no tan rápido". Ella entonces descubre que Angela ha muerto, al parecer por suicidio, después de haber cortado sus muñecas, y en la sangre había un mensaje que decía: "Chucky lo hizo".
La muerte de Angela deja al grupo sacudido y después de darse cuenta de que Valentine era el apellido de la novia de Charles Lee Ray, Nica comienza a creer que Chucky ha vuelto y no era una fantasía como la habían hecho creer. Creyendo que Madeleine está en peligro, Nica le pidió a Michael que la llevara al cementerio de la institución para avisarle. Sin embargo, Madeleine empuja al muñeco y a Malcolm en una tumba vacía. Los enfermeros rescatan a Michael, pero se da a entender que Chucky ha transferido su alma al cuerpo de este. Después de que Claire intenta deshacerse del otro muñeco, este la muerde dejando que el Dr. Foley y los enfermeros crean que ella se hace daño a sí misma. Claire se pone histérica y el Dr. Foley y Carlos le dan un sedante y la atan a una camilla. Después de que Claire se queda sola, uno de los muñecos de Chucky la mata rompiendo el tragaluz de la habitación y esta es decapitada por los fragmentos de vidrio.
En una sesión privada con el Dr. Foley, Nica acepta ser hipnotizada con el fin de recuperar cualquier recuerdo reprimido sobre su participación en los asesinatos. Mientras está hipnotizada, se revela que Foley ha estado abusando sexualmente de Nica durante sus sesiones anteriores. Foley es golpeado desde atrás por Chucky con una botella de vidrio y ofrece a Nica uno de los fragmentos para matar a Foley, pero no lo hace. Foley cree que Nica es la que lo atacó, pero está dispuesto a callarse para chantajearla por favores sexuales. Mientras tanto, Madeleine toma su muñeco Good Guy y lo ahoga con una almohada obligándolo a confrontar las repercusiones de la muerte de su verdadero hijo. Los enfermeros entierran el muñeco como una forma de catarsis para Madeleine. Madeleine es visitada por su muñeco, que se ha levantado de la tumba, y deja que Chucky la mate para finalmente poder estar con su bebé nuevamente. 
Foley vuelve a su oficina y encuentra a Nica atada con una camisa de fuerza. Él intenta atacarla sexualmente otra vez pero es golpeado por uno de los muñecos de Chucky. El otro muñeco entra y descubre el paquete de Andy, y despierta al muñeco Good Guy. Los tres Chucky revelan que el Chucky original encontró un hechizo de vudú en internet que le permitió separar su alma en múltiples cuerpos. También se revela que Alice era uno de sus anfitriones, pero fue asesinada por una de las víctimas de Chucky que luchó contra ella. Mientras Chucky se va para matar a Andy, uno de los otros Chucky transfiere su alma a Nica y golpea el cráneo de Foley a pisotones. Nica (ya con el alma de Chucky en su interior) se pasea por el hospital y tropieza con Michael, que le muestra el cuerpo de Ashley alegando que él la mató. Chucky/Nica rechaza su afirmación, ya que nunca había transferido su alma a su cuerpo. Michael se descompone y afirma que se enfrenta a tantas personalidades como una forma de tratar de ser alguien importante, antes de ser asesinado por el Chucky de Madeleine. El tercer Chucky ataca a Andy en su celda, pero después de una breve lucha, Andy mete su mano en el pecho de Chucky y saca el arma, y dispara al muñeco repetidamente antes de pisotear su cabeza. Andy intenta disparar a Chucky/Nica, pero ha desperdiciado toda su munición. La institución es bloqueada y Andy se queda encerrado dentro de su celda, Chucky esconde a Madeleine y Chucky/Nica huye. Chucky/Nica se reúne con Tiffany antes de conducir junto con la muñeca de Tiffany, y se revela que está poseída por Alice y ahora es esclava de Chucky gracias a otro de sus conjuros.

## Recepción
Nica ha sido considerada como una de las mayores heroínas contemporáneas del género de terror por la crítica y el público. Joey Keogh notó cómo ella es diferente de otras chicas finales diciendo que "ella está confinada a una silla de ruedas todo el tiempo y por lo tanto es completamente incapaz de volver a las convenciones típicas de Chica final, como correr y gritar como loca. Nica es notablemente mujer joven ingeniosa, que es más que un rival para Chucky, a pesar de que su enfoque principal está en un cargo más joven y más vulnerable por completo". Clark Douglas elogió la actuación de Dourif en Curse of Chucky, diciendo:

No vale la pena escribir sobre la mayoría de las actuaciones, pero Fiona Dourif (la hija de Brad) hace un buen trabajo como la discapacitada Nica. Si bien algunos de los otros actores secundarios sufren el tipo de sobreactuación o rigidez que a menudo afecta a las películas de terror de bajo presupuesto, Dourif ofrece un trabajo consistentemente convincente, e incluso conmovedor. Su padre continúa trayendo una amenaza alegre en su trabajo de voz en off como Chucky, pero tiene la oportunidad de hacer un trabajo memorable de acción en vivo en el tercer acto de la película (que presenta una secuencia en blanco y negro excelente que vincula elegantemente esta película con Child's Play de una manera sorprendentemente directa)./>

Matt Molgaard elogió al personaje diciendo: "Discapacitado, siempre en silla de ruedas, el personaje de Dourif, Nica, no parece demasiado imponente ni poderoso. De hecho, al principio se ve un poco frágil. Y luego la mierda se vuelve loca en la película y la mentalidad defensiva de Nica" gira 180 grados. El instinto de supervivencia se hace cargo, y ya sea discapacitada o no, no se hundirá sin luchar durante siglos". Adam Frazier, quien le dio a la película una crítica mixta, elogió la actuación de Fiona y dijo: "Aparte de Fiona Dourif, que hace una Chica final sólida, muchas de las actuaciones son de aficionados". 